# Rejon perejasławski
Rejon perejasławski – jednostka administracyjna w składzie obwodu kijowskiego Ukrainy.
Powstał w 1932. Ma powierzchnię 956 km² i liczy około 28 tysięcy mieszkańców. Siedzibą władz rejonu jest Perejasław.
W skład rejonu wchodzi 37 silskich rad, obejmujących 51 wsi.

## Miejscowości rejonu
- Charkiwci (Харківці)
- Choćky (Хоцьки)
- Cybli (Циблі)
- Czopyłky (Чопилки)
- Czyrśke (Чирське)
- Demjanci (Дем'янці)
- Denysy (Дениси)
- Diwyczky (Дівички)
- Dowha Hrebla (Довга Гребля)
- Hajszyn (Гайшин)
- Hłanysziw (Гланишів)
- Horbani (Горбані)
- Hrebla (Гребля)
- Hreczanyky (Гречаники)
- Jerkiwci (Єрківці)
- Kawkaz (Кавказ)
- Kowałyn (Ковалин)
- Kozliw (Козлів)
- Łećky (Лецьки)
- Mała Karatul (Мала Каратуль)
- Marjaniwka (Мар'янівка)
- Mazinky (Мазінки)
- Natiahajliwka (Натягайлівка)
- Perejasław (Переяслав)
- Perejasławśke (Переяславське)
- Persze Trawnia (Перше Травня)
- Płeskaczi (Плескачі)
- Połohy Czobitky (Пологи-Чобітки)
- Połohy Janenky (Пологи-Яненки)
- Połohy Werhuny (Пологи-Вергуни)
- Położaji (Положаї)
- Pomokli (Помоклі)
- Prystromy (Пристроми)
- Somkowa Dołyna (Сомкова Долина)
- Sosniwka (Соснівка)
- Sosnowa (Соснова)
- Stowpjahy (Стовп'яги)
- Strokowa (Строкова)
- Studenyky (Студеники)
- Switanok (Світанок)
- Szewczenkowe (Шевченкове)
- Tarasiwka (Тарасівка)
- Taszań (Ташань)
- Trawnewe (Травневе)
- Ulaniwka (Улянівка)
- Wełyka Karatul (Велика Каратуль)
- Wesełe (Веселе)
- Winynci (Вінинці)
- Wołczków[2] (Вовчків)
- Woskresenśke (Воскресенське)
- Wypowzky (Виповзки)
- Zaostriw (Заострів)
- Zarubynci (Зарубинці)